# 硝酸ストロンチウム
硝酸ストロンチウム（しょうさんストロンチウム、Strontium nitrate）は組成式  {\displaystyle {\ce {Sr(NO3)2}}} で表される、ストロンチウムの硝酸塩である。日本国内では消防法により危険物第1類（硝酸塩類）に指定される。

## 合成
水酸化ストロンチウム水溶液と硝酸による中和反応、または炭酸ストロンチウムを硝酸に溶解して水溶液が得られる。
{\displaystyle {\ce {{Sr(OH)2}+ 2HNO3 -> {Sr(NO3)2}+ 2H2O}}}
{\displaystyle {\ce {{SrCO3}+ 2HNO3 -> {Sr(NO3)2}+ {CO2}+ H2O}}}
水溶液を濃縮すると、29.3℃以下では4水和物、以上では無水物が析出する。水から再結晶することにより精製する。

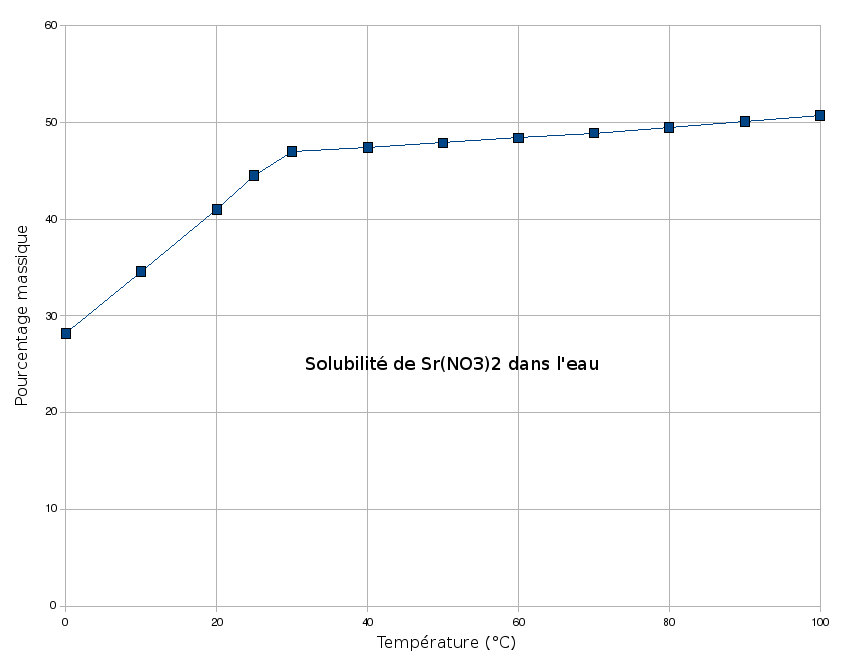
硝酸ストロンチウムの溶解度の温度依存性（溶液100g）

## 性質
無色結晶で無水物は立方晶系、4水和物は単斜晶系に属する。
水及び液体アンモニアに可溶であるが、エタノール及びアセトンには難溶である。水に対する溶解度は硝酸バリウムより大きく、硝酸カルシウムより小さい。このため硝酸カルシウムのような潮解性は見られない。
融点以上で分解し、酸素および二酸化窒素を放出して酸化ストロンチウムとなる。
{\displaystyle {\ce {2Sr(NO3)2 -> {2SrO}+ {4NO2}+ O2}}}
LD50（ラット）は体重1 kg当たり540 mgと報告されている。

## 用途
深紅色の炎色反応を示すため、発火信号及び花火の火薬、さらにマッチ及び医薬品として用いられる。